# آلبالوی دانه‌ریز
آلبالوی دانه‌ریز، راناس (نام علمی: Prunus microcarpa) نام یک گونه از سرده پرونوس است.